# Stohr Cars
Stohr Cars is een Amerikaans chassisfabrikant. Het is opgericht door Lee Stohr in 1990. Zoals veel chassisfabrikanten racete ze in het begin in de Formule Ford. Ze racete in de Amerikaanse Formule Ford tot en met 1999. Hierna maakte het bedrijf auto's voor de SCCA SportsCar klasse, vergelijkbaar met de IMSA Lites. Ze wonnen de SCCA RunOFF titel in 2005 en 2006. Vanaf 2007 maken zij de auto's voor verschillende teams in de nieuwe SCCA Formule 1000 klasse.

## Auto's

### WF1
De WF1 racet in de SCCA SportsCar klasse. Er zit een Suzuki GSX-R1000 motor in met een inhoud van 1000cc. Het chassis is een combinatie van koolstofvezel en stalen buizen. Omdat de carrosserie van koolstofvezel is weegt de auto maar 350kg. Er zitten Goodyear banden op de BBS velgen. Er zit voor op de auto een splitter en achterop zit een spoiler voor beter wegligging.

### F1000
Deze auto racet in de SCCA Formule 1000. Het is een formule auto voor races op amateur niveau. Hij wordt aangeleverd als een rollend chassis, dat betekent dat de motor er nog in moet. Je kunt bij deze auto kiezen uit twee motoren: Yamaha R1 en Suzuki GSXR. Zoals veel "echte" formule auto's maakt deze auto gebruik van een kreukelzone in de neus.